# Toomas Varek

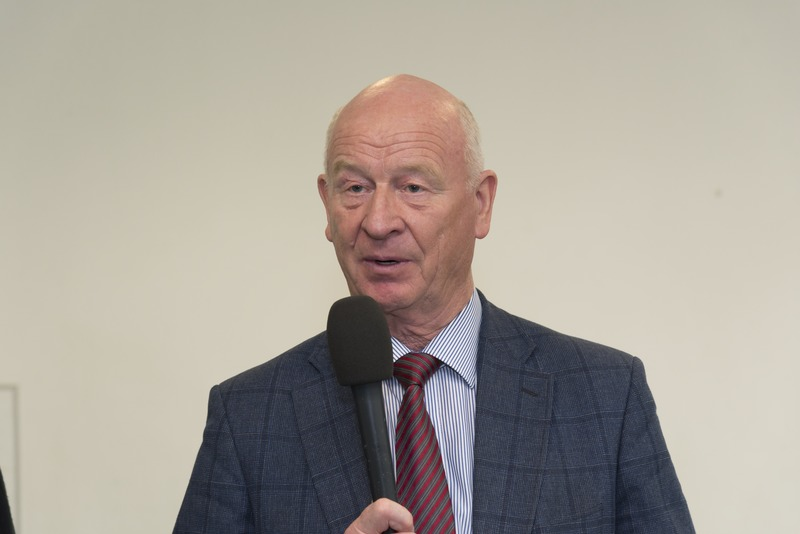
Toomas Varek, 2014

Toomas Varek (* 6. Juni 1948 in Rakvere) ist ein estnischer Politiker.

## Leben
Toomas Varek machte 1967 sein Abitur in Kunda und legte 1972 sein Examen als Maschinenbauingenieur an der Estnischen Landwirtschaftsakademie (heute Estnische Universität der Umweltwissenschaften) in Tartu ab.
Von 1972 bis 1975 war Varek Abteilungsleiter einer Kolchose in Haljala, von 1975 bis 1982 Direktor einer Sowchose in Kullaaru (heute Gemeinde Rakvere) und von 1982 bis 1992 Vorsitzender der Kolchose Viru in Haljala, Aaspere und Vihula. Von 1992 bis 1996 war Toomas Varek Geschäftsführer der Brauerei Viru Õlu in Haljala.
1993 ging Varek als Mitglied des Gemeinderats von Haljala in die Politik. 1996 wurde er Oberbürgermeister der Stadt Rakvere und blieb dies bis 1999.
1997 trat er der Estnischen Zentrumspartei bei und wurde 1999 als  Abgeordneter ins estnische Parlament (Riigikogu) gewählt. Von 1999 bis 2004 war er Fraktionsvorsitzender seiner Partei. 2003 bekleidete er im Kabinett von Ministerpräsident Siim Kallas kurzzeitig das Amt des Innenministers der Republik Estland. Von 2005 bis 2006 war er Vizepräsident des estnischen Parlaments, von 2006 bis 2007 estnischer Parlamentspräsident.
Toomas Varek lebt in einer nichtehelichen Partnerschaft. Er hat zwei erwachsene Kinder.